# 天氣先生

2009年3月31日起，以3D動畫製作的天氣先生天氣預報。

2008年版天氣先生表達天晴，和1980年代的表達方式相似。

深圳卫视的天气先生，样貌类似无线2008年版天氣先生（已停用）。

2008年版天氣先生表達溫度急降，和1980年代的表達方式非常相似。

舊版天氣先生，由1980年起至1992年使用，此表達方式於2008年再次使用。

天氣先生是香港無綫電視《天氣報告》中的動畫人物。天氣先生造型動畫化，粉紅色臉孔，襯上黃色衣服，沿用至今，只在1993年改為使用電腦動畫時，細節略有改變。背景會定期改變以配合城市發展。短片的背景至改至3D版前都是水平翻轉的，且一直沒有改正，是故意抑或錯誤則不得而知，該電腦動畫的模式由1993年開始一直用到2007年12月31日，長達14年。直至2008年1月1日，香港踏入高清年代，無綫電視更改天氣先生的裝扮，短片改為16:9制式，面孔也有所改變；部份在1980年代出現的動畫亦再次起用。有網民稱他為「高清天氣先生」。2009年3月31日起，無綫電視改用3D動畫製作的天氣先生預報，並以高清技術製作。天氣先生吹口哨動作，及「呀！」、「噢！」兩字對白非常深入民心。

## 其他电视台的天气先生
广东广播电视台珠江频道的天气预报采用的是武侠样貌的天氣先生，背景为田野，并带有广药集团冠名；广州台的天气预报采用的是小狗样貌的天气先生，而背景则是住宅楼下。
亚视曾在約1987年至1992年，曾采用两个卡通人物：白波和細波对抗无线的天气先生。在东宫西宫TV中的一个单元也曾出现模样类似1980年代的天气先生。
此外，深圳卫视新闻节目《正午30分》在天气预报中曾经使用2D卡通版天氣先生，而背景则是深圳著名地标建筑。目前此环节被取消，以天气知识节目《谈天说地》（精华版）取代。

## 天氣效果
天氣先生每晚在動畫天氣狀況預告中預告翌日香港天氣狀況。
天氣先生是廿幾個不同的天氣短暫動畫圖示，例如：
| 編號 | 天氣狀況             | 天氣先生行動                                                                   |
| 01   | 天晴                 | 他會摘花朵的生長，然後遂抽起的花朵（早期），戴上太陽眼鏡，並且吹口哨；（現在） |
| 02   | 短暫有陽光           | 先說「呀！」，然後再說「Oh！」，並不高興地走開                                 |
| 03   | 間中有陽光           | 先說「Oh！」，然後再說「呀！」，並高興地走開                                   |
| 04   | 漸轉天陰             | 戴上太陽眼鏡，先說「呀！」，然後除下太陽眼鏡，再說「Oh！」，並不高興地走開     |
| 05   | 漸轉天晴             | 先說「Oh！」，然後再說「呀！」，並高興地走開                                   |
| 06   | 間中有陽光及幾陣驟雨 | 雨水會從雨雲落下，天氣先生會打開雨傘擋雨                                       |
| 07   | 短暫有陽光及有驟雨   | 打開雨傘（雨傘還會有雨滴）                                                     |
| 08   | 天晴，漸轉有雨       | 並不高興地走開；天氣先生不會打開雨傘                                           |
| 09   | 有雨，漸轉天晴       | 並高興地走開                                                                   |
| 10   | 短暫有陽光及有下雪   | 雪花會從雪雲落下，天氣先生會變雪人                                             |
| 11   | 間中有陽光及幾陣下雪 | 他會變雪人                                                                     |
| 12   | 天晴，漸轉有雪       | 並不高興地走開；天氣先生會變雪人                                               |
| 13   | 有雪，漸轉天晴       | 並高興地走開                                                                   |
| 14   | 天陰                 | 不高興地走開，並說：Oh！                                                       |
| 15   | 微雨                 | 雨水會從雨雲落下，打開雨傘擋雨                                                 |
| 16   | 有雨                 | 打開雨傘（雨傘還會有雨滴）                                                     |
| 17   | 大雨                 | 戴上潛水裝備在水中潛行                                                         |
| 18   | 雷雨                 | 雨大會落下起及行雷閃電起，則傘被打開後不久會爛（第2代）                        |
| 19   | 雷暴                 | 被雷擊，然後極速逃走（第1代、第3代起）                                         |
| 20   | 颱風                 | 被風吹起及雨大會落下起，亦會抓緊路旁的電燈柱（僅限香港地區使用）               |
| 21   | 大風                 | 抱著身體碎步走開（第2代），亦會抓緊路旁的電燈柱（第4代）                       |
| 22   | 有霧                 | 拿起油燈照明，發出船笛聲                                                       |
| 23   | 潮濕                 | 走上前抹掉鏡頭的水珠（僅限香港地區使用）                                       |
| 24   | 乾燥                 | 地面乾裂，雙手會乾裂，而周遭環境也會變成枯黃色；（僅限香港地區使用）           |
| 25   | 酷熱                 | 被太陽曬熔，熔掉前會不知道發生甚麼                                             |
| 26   | 升溫                 | 被溫度計上升起，會放溫度計面（僅限美國地區使用）                               |
| 27   | 降溫                 | 被TEMP字壓下（高清舊版本），或雙手抱著身體行走（3D新版本）                     |
| 28   | 寒冷                 | 凍結成冰                                                                       |
| 29   | 大雨及有下雪         | 雨大會落下起及雪亦會落下起，天氣先生變雪人                                     |
| 30   | 有雪                 | 天氣先生變雪人（僅限美國地區使用）                                             |
| 31   | 花粉含量劑           | 天氣先生被傷風感冒會不舒服（僅限美國地區使用）                                 |

同時片段會配以「呀」、「噢」、吹口哨、氣笛大霧鳴聲等音響效果。
以上動畫情節描繪手法誇張，生動有趣，深受不少港人喜愛，但亦有人批評手法誇張。隨著進入高清年代，天氣先生預報改為以3D技術製作，動畫變得較寫實及合理，唯亦漸漸失去從前2D動畫時漫畫式的表達方法。

## 批評
1980年代的《天氣報告》中，當天氣先生預告第二天的天氣是天晴時，他會以摘花來表達，輿論批評此舉有違公德，無綫電視遂抽起片段，改以吹口哨的方式表達。

### 備註
1. ↑  明珠台的英語天氣報告中的字幕顯示天氣先生的英文為Freddie，而非Freddy